# Victor von Woikowsky-Biedau

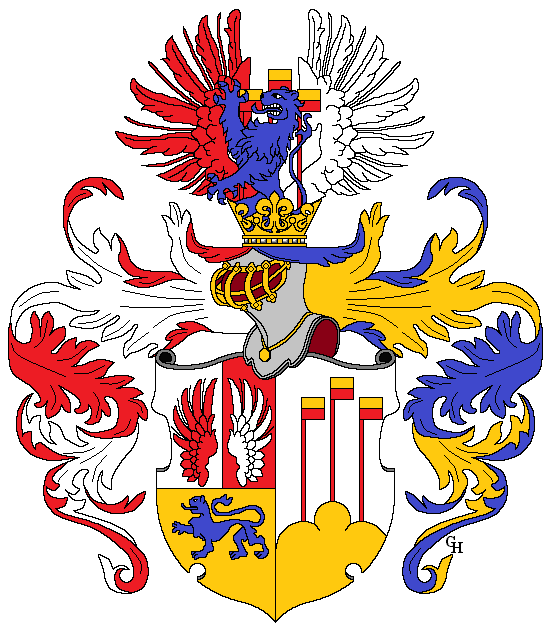
Familienwappen von Woikowsky-Biedau, 1836.

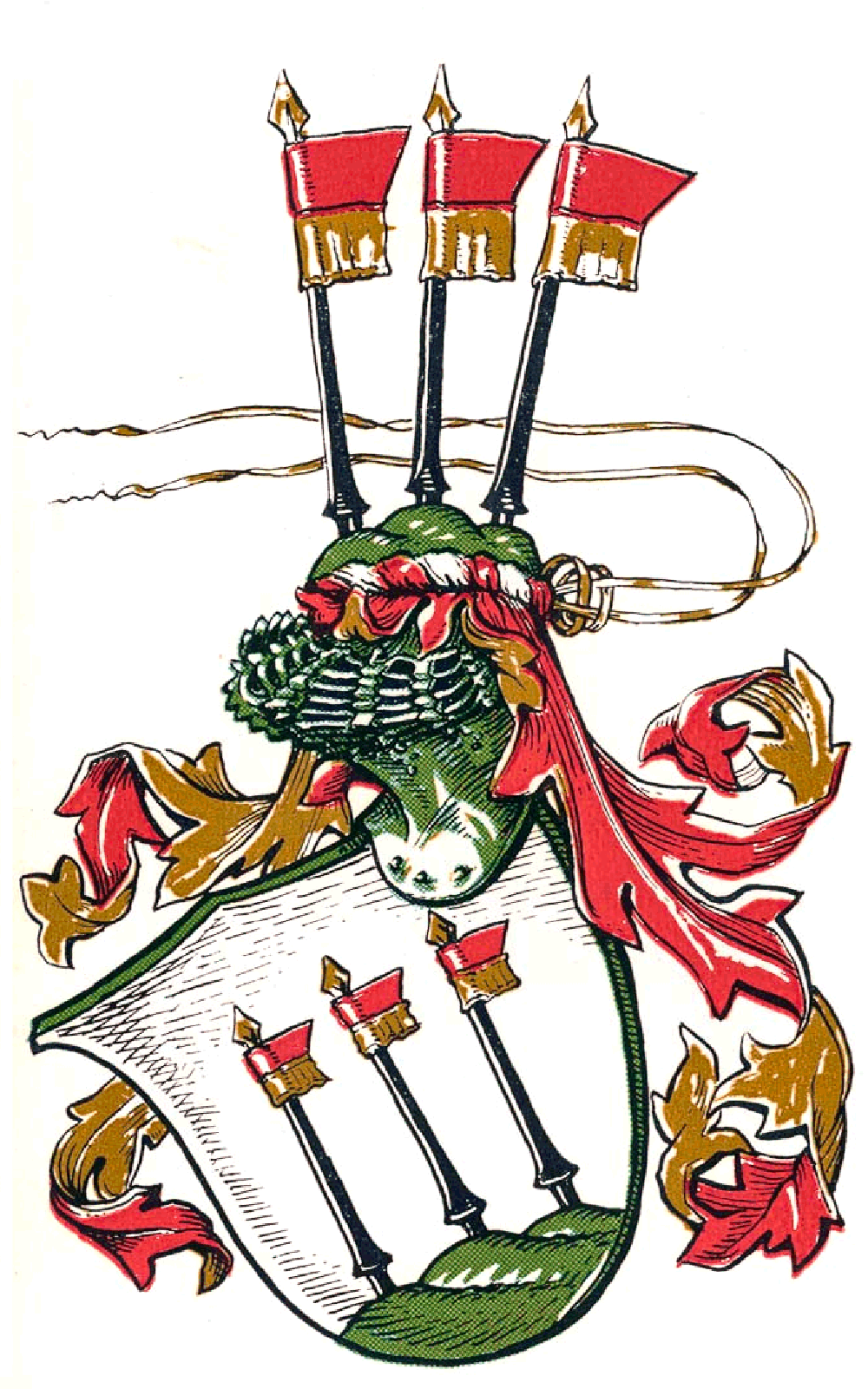
Wappen derer von Biedau (Rudolf Stein)

Victor von Woikowsky-Biedau (* 2. September 1866 in Nieder-Arnsdorf, Landkreis Schweidnitz, Provinz Schlesien; † 1. Januar 1935 ebenda) war ein deutscher Komponist und Oberregierungsrat.

## Biographie
Victor Hugo Emanuel Adam Maria von Woikowsky-Biedau war der Sohn der Klara Eunicke und des Fideikommissherrn Emanuel von Woikowsky, deren Vorfahren wurden 1713 in Wien in den böhmischen Reichsadelsstand nobilitiert. Er studierte an den Universitäten Leipzig, Freiburg, Berlin und Breslau Geschichte, Philosophie und Volkswirtschaftslehre. Sein Studium konnte er erfolgreich mit seiner Dissertation über das mittelalterliche Köln abschließen. Anschließend bekam Woikowsky-Biedau eine Anstellung beim Preußischen Statistischen Landesamt in Berlin. Dort ging er im Rang eines „Oberregierungsrates“ in Pension. Durch dieses Amt wurde er auch Mitglied der Oberlausitzer Gesellschaft der Wissenschaften. Zum 1. Mai 1933 trat er der NSDAP bei.
1908 heiratete Woikowsky-Biedau Marie Margot von Biedau, geborene Geißler verwitwete Viebahn (* 1874; † 1941) und Tochter des Generalleutnants Heinrich von Geißler. Er war durch die Heirat auch Besitzer des Gutes Leopoldshain bei Görlitz, und Ehrenritter des souveränen Malteserordens. Das Ehepaar hatte keine Nachfahren.
Der spätere SS-Führer Hauptmann a. D. Wilhelm-Rüdiger von Woikowsky-Biedau (* 1888; † 1952) auf Mittel-Pohlsdorf war sein Neffe.

## Werke (Auswahl)
als Autor
- Das Armenwesen des mittelalterlichen Köln in seiner wirtschaftlichen und politischen Geschichte der Stadt. Dissertation, Universität Breslau 1891.
- Die Theater in Preußen. In: Zeitschrift des königlichen preußischen statistischen Bureaus. Jahrgang 36, 1896.
- Das Bewegungsspiel in der deutschen Volkshygiene und Volkserziehung. In: Zeitschrift des königlichen preußischen statistischen Bureaus. Jahrgang 35, 1895.

als Komponist
- Helga. Tondrama in drei Akten. Stern-Verlag, Berlin 1904 (Libretto ebenfalls von Victor von Woikowsky-Biedau).
- Das Nothemd. Einen Bühnenspiel in drei Aufzügen. Dessau 1913 (Libretto ebenfalls von Victor von Woikowsky-Biedau).
- Der lange Kerl. Ein lustiges Spiel in zwei Aufzügen. Stern-Verlag, Berlin 1906 (Libretto ebenfalls von Victor von Woikowsky-Biedau).
- Der Todspieler. Melodram mit Klavierbegleitung. Bloch, Berlin 1911 (Libretto von Börries Freiherr von Münchhausen).
- Mette von Marienburg. Sinfonisches Melodram. Bloch, Berlin 1911 (Libretto von Felix Dahn).